# Monks Mound
Monks Mound je největší předkolumbovská mohyla v Americe a největší stavba archeologické lokality Cahokia, jež leží nedaleko městečka Collinsville v Illinois, ve Spojených státech amerických. Stavba vznikla zhruba v letech 900-1100, byla vytvořena příslušníky tzv. mississippské kultury. Spolu s celou lokalitou Cahokia byla zapsána na seznam světového dědictví UNESCO. Obvod základny mohyly je zhruba stejný jako u Cheopsovy pyramidy v Gíze (6,1 hektaru), avšak na rozdíl od ní je Monks Mound vytvořena výhradně z vrstev zeminy a jílu. Výška stavby je 30 metrů a má čtyři terasovité stupně. Archeologové prokázali, že kvůli zploštělému vrcholu do ní zatékala voda, která v minulosti způsobila sesutí části mohyly na západní straně. Jméno Monks Mound mohyle přidělil až v 19. století spisovatel a politik Henry Marie Brackenridge. Původní indiánské jméno je neznámé, Evropané místo objevili již opuštěné, původní obyvatelé odešli patrně kolem roku 1300.